# ميغيل مارتين لوبيز
ميغيل مارتين لوبيز (بالإسبانية: Miguel Martín López)‏ هو سياسي مكسيكي، ولد في 18 ديسمبر 1967 في المكسيك. حزبياً، نشط في حزب العمل الوطني. وقد انتخب عضو مجلس النواب المكسيك.